# Zoológico de La Palmyre
O Zoológico de La Palmyre é um dos zoológicos mais populares da França e um dos mais conceituados da Europa. Foi fundado em 1966 por Claude Caillé, na floresta da comuna de Les Mathes, próximo a Royan. Desde sua inauguração, o zoológico busca melhorar a qualidade de vida dos animais, participando tanto de projetos que visam reintroduzi-los em seus habitats naturais quanto de programas de reprodução de espécies ameaçadas de extinção dentro e fora da França.
Estende-se por mais de 18 hectares de terra, incluindo 14 hectares de jardins paisagísticos. Isso oferece ao visitante a oportunidade de observar 1600 animais de 130 espécies em uma distância de mais de 4 quilômetros.

## História do zoológico
Inaugurado oficialmente em 1966, seu projeto começou não oficialmente em 1957  graças aos esforços de seu fundador Claude Caillé, filho de um vendedor de jornais com quem começou a trabalhar aos 14 anos. Nos anos 20 conheceu sua futura esposa, Irène, cujo irmão possuía um pequeno jardim zoológico em Croustille, perto de Limoges. Em suas frequentes visitas auxiliando seu cunhado foi que Claude Caillé descobriu sua paixão por animais. Consequentemente seu crescente interesse o fez estudar zoologia.

### Um zoológico itinerante
Em 1957, acompanhado de sua esposa e os dois filhos, Patrick e Bruno, Claude Caillé iniciou um pequeno zoológico itinerante que era exibido em escolas por toda a França. Então, nos anos sessenta, decidiu viajar para a África para a captura de alguns animais. Depois de uma estadia entre os Pigmeus, ele trouxe de Camarões espécimes de gorilas e chimpanzés.
Partiu em seguida para o Quênia, onde com auxílio dos povos Kikuyu capturou zebras, antílopes e girafas. Não tendo dinheiro suficiente para pagar as taxas de transporte para os animais, retornou à França. Três meses depois volta ao Quênia com o dinheiro necessário, mas infelizmente os animais confiados à sua equipe desapareceram, alguns mortos entrementes pelos Kikuyu. Claude Caillé volta então para sua escola sobre rodas onde permanece por mais três anos.

### Criação do Zoológico de La Palmyre
Ao retornar do Quênia, Caillé juntou-se a Carr-Hartley, que havia capturado e fornecido animais para diversos zoológicos ao redor do mundo. Desta vez a operação foi bem sucedida. E retornaram à França com vários animais exóticos para se estabelecerem em Palmyre, no coração de uma floresta de pinheiros e carvalhos marítimo, perto das praias do Oceano Atlântico.
Em junho de 1966 o zoológico abriu suas portas com sessenta animais espalhados por mais de 3 hectares. No final de agosto o parque registrou 129.500 visitantes. Com o sucesso crescente foram criadas novas acomodações para os animais, que a essa altura já eram tratados como membros da família. Os filhotes, em casos excepcionais, são amamentados com mamadeiras. Isso é feito quando havia o abandono das mãe por falta de instinto materno, ou quando ocorre a morte da mãe.

## Alguns Fatos
- Em 1975 o o zoológico recebeu 260.000 pessoas, incluindo 190.000 durante os três meses do verão.
- Em 1976 muitos animais precisaram ser evacuados por conta de um grande incêndio que devastou a floresta de "Coubre" ameaçando o zoológico. Felizmente, o incêndio atingiu poucas centenas de metros do parque.
- Em março de 1978 nasceu o primeiro gorila em território francês.
- Em 1984 nasceu o primeiro urso-polar.
- Depois em 1985 um casal de flamingo-chileno conseguiu se reproduzir com sucesso.
- Em junho de 1988 e em julho de 1990, Georges de Caunes ficou quinze dias em uma jaula do zoológico sob o rótulo Homo sapiens, para observar os humanos através dos olhos dos animais.
- Em 1989 nasceu o primeiro leão marinho da Califórnia, e emprega um veterinário de tempo integral.
- Em 1992 ocorreu a primeira reprodução de guepardos.
- Em março de 1993 o zoológico expandiu em 4 hectares (0,04 km²), criando uma vasta planície africana mesclando zebras, antílopes e avestruzes.
- Em 1994 foi construído um noturama para os morcegos.
- Em 1995 nasce o primeiro elefante-indiano.
- Em 1996 o tanque para os ursos polares foi criada com capacidade de 1000 m³ de água. O visitante pode observar os ursos polares tanto no terreno quanto no tanque graças a um vidro de 5 cm de espessura na lateral do tanque.
- Em outubro de 2000, uma fêmea de guepardo nascida em 1992 apresentou muita salivação e desordem motora. Apesar de todos os cuidados o estado geral do animal piorou e o Dr. Thierry Petit foi obrigado a sacrificá-la em fevereiro de 2001. Uma investigação conduzida pela Agência francesa de Controle de Alimentos de Lyon (French Agency of Medical Safety of Food - AFSSA) destacou o fato de que o animal teria sido infectado pela encefalopatia espongiforme bovina, mais conhecida como  "doença da vaca-louca".[1] Este foi o primeiro caso da doença em um animal nascido na França. O animal havia se contaminado por carne misturada com restos de sistema nervoso, que havia sido adicionada a sua ração contendo frango. Felizmente este foi o único caso da doença no zoológico.

### Notícias recentes
Devido a ameaça de gripe aviária, todas as 600 aves foram vacinadas como medida preventiva.

## Conservação e cooperação internacional
Particularmente sensibilizado com a conservação de espécies ameaçadas de extinção, o zoológico de Palmyre é membro de várias associações como por exemplo:
- Associação Mundial de Zoológicos e Aquários (World Association of the Zoos and Aquariums - WAZA);[3]
- Associação Europeia de Zoológicos e Aquários (European Association of the Zoos and Aquariums - EAZA);[4]
- Associação Nacional dos Parques Zoológicos (National Association of the zoological gardens - ANPZ);[5]
- Ação para proteção dos primatas do Oesta da África (Action for the safeguarding of the primates of West África - WAPCA).[6]

É um dos membros fundadores da Associação de Conservação de Espécies e Populações Animais (Conservation of the species and the animal populations - CEPA). Essa associação criada em 1997 concentrou suas ações nas espécies seriamente ameaçadas e geralmente negligenciadas como o leopardo e o Monarca do Tahiti. Uma atenção especial é dada a fauna dos departamentos e territórios ultramarinos franceses.
Em 2002 o zoológico de Palmyre juntou-se à associação europeia para estudo e conservação dos lêmures, que incluía cerca de quinze zoológicos. A iniciativa veio dos zoológicos de  Mulhouse, Cologne e Saarbrucken além da Universidade de Estrasburgo. A associação gere um programa de reprodução em ambiente controlado (jardins zoológicos) e coleta fundos que são usados para zonas de proteção em Madagascar para o Lemur preto-de-olho-azul.
Graças à sua notável taxa de natalidade o zoológico está em condições de aderir a muitos programas de salvaguarda das espécies em extinção. Por exemplo, em 2006 o zoológico participou em 36 programas europeus de reprodução, EEP e 16 Stud Books europeus ESB assim, um quarto das 130 espécies que abriga faz parte de um programa internacional de reprodução. Entre essas espécies estão o gorila das planícies, o Orangotango de Bornéu, o Órix-cimitarra e o Mico-leão-dourado da América do Sul.

## Espécies ameaçadas

### Órix-cimitarra

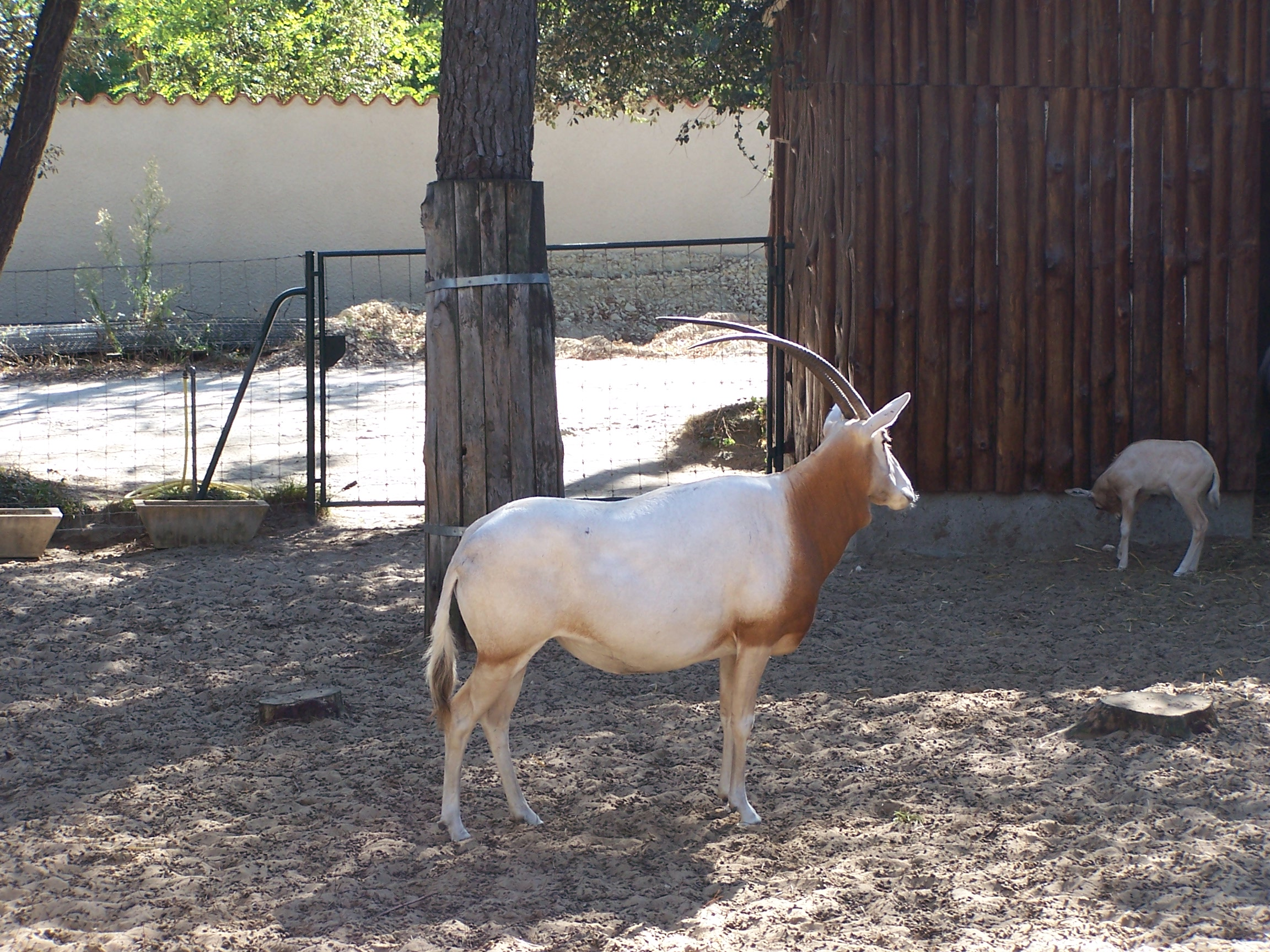
Órix-cimitarra no zoológico de Palmyre.

Menos de trinta anos atrás ocupavam todo o Sahara, o órix atualmente está a beira da extinção, vítima da caça (por seus chifres) e atividades humanas. Os últimos espécimes da espécie, estimados em trinta, não são encontrados em nenhum outro lugar senão em dois bolsões isolados, um no Chade e o outro em Níger. Esta é a razão pela qual os órix são objetos de programas europeus de reprodução EEP no qual o zoológico de Palmyre está ativamente envolvido.
Em 11 de março de 1999, quatorze animais provenientes de sete zoológicos europeus, incluindo dois machos criados no zoológico de Palmyre, foram reintroduzidos na Tunísia, na reserva de Sidi Toui, a fim de formar um núcleo reprodutivo. Assim que os animais recém-introduzidos atingirem um número suficiente e a população local tenha aprendido a conviver com eles, serão libertados no deserto.

### Orangotango de Bornéu
O orangotango está ameaçado de extinção por conta do desaparecimento de seu habitat natural, as florestas tropicais de Sumatra e Bornéu. É estimado que 30 a 50% da população selvagem de orangotangos foi dizimada nos últimos dez anos (1998-2008). Pesquisas recentes estimam que a população de orangotangos está entre 32.000 indivíduos na Indonésia em 2003. Até 2008 as populações remanescentes encontram-se em reservas protegidas, em zonas degradadas sujeitas a exploração humana (desmatamento, e agricultura). Essas populações de orangotangos nunca foram estudadas em seu habitat natural e seu rápido desaparecimento talvez nunca permita esse estudo.
Esta é a razão pela qual, além das implicações nos programas europeus de reprodução, o zoológico de Palmyre financia programas in situ, ou seja, proteção de animais em seu país de origem, em particular os programas que visam a proteção dos orangotangos e gibãos.

### Mico-leão-dourado

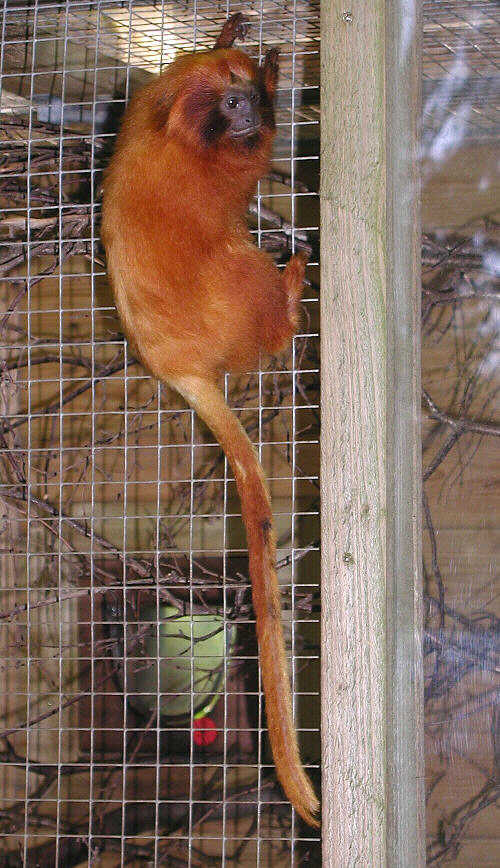
Um Leontopithecus rosalia.

Em 1992, uma família de de mico-leão-dourado foi enviada para o Brasil no âmbito de uma operação de salvação dessa espécie, ameaçada desde o fim da década de 1960 por causa da silvicultura e expansão da população.
Em 1995, havia aproximadamente 500 mico-leões-dourados selvagens, 125 deles foram reintroduzidos ou nasceram de indivíduos reintroduzidos, vivendo em 26 grupos.
Em 1999, a população resultante desses animais reintroduzidos era de 43 grupos incluindo 302 macacos. Eles vivem na reserva de Poço das Antas  (55 km² e mais de 20 anos de existência) em 15 programas privados.
Em 2008, graças aos programas de reintrodução trazidos para o zoológico, sua população cresceu para 1000 animais, contra os 200 em 1970. Estima-se que a capacidade de melhor acolhimento destas florestas foi alcançado.

### Elefante-asiático

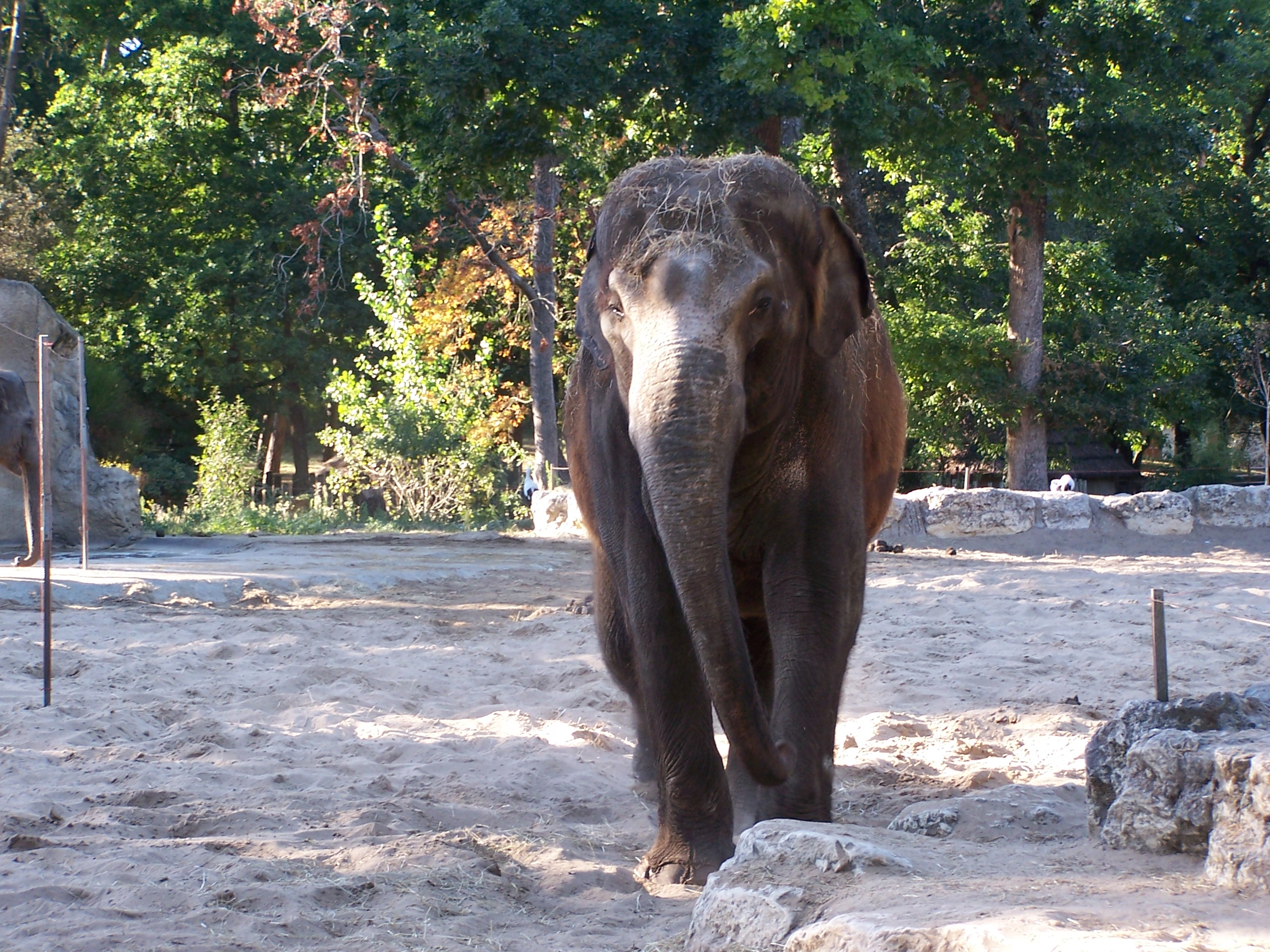
"Shinto" um elefante-asiático do Zoológico de Palmyre.

O zoológico de Palmyre possui um elefante reprodutor chamado Shinto (nascido em 1969), chegou em 25 de janeiro de 1983 vindo do Zoológico de Fréjus, assim como duas fêmeas, Alix (nascida em 1983) e Malicia (nascida em 1984), ambas trazidas em 11 de janeiro de 1991. O primeiro nascimento do zoológico aconteceu em 26 de outubro de 1995 quando Alix deu à luz Homaline. Em seguida veio Jacky em 7 de julho de 1996, transferido para o Zoológico de Pont-Scorff em 9 de outubro de 2001, depois para o zoológico de Ostrava em 12 de outubro de 2004, onde morreu em 25 de março de 2005. Então veio Maurice em 16 de junho de 2001 e Angèle em 5 de novembro de 2001. Mais tarde nasceu Ziha em 27 de janeiro de 2006.
Estes nascimentos são da maior importância para o programa europeu de reprodução, porque elefantes asiáticos continuam raros. Na França desde o fechamento do Zoológico de Vincennes, somente o zoológico de Palmyre controlam a reprodução dos elefantes-asiáticos.
A população de elefantes asiáticos na natureza está diminuindo, e manter os que estão em cativeiro torna-se cada vez mais difícil sem a ajuda adequada. Para manter um macho reprodutor é necessário instalações personalizadas, e é o que alguns zoológicos buscam dar a esses paquidermes.

### Rinoceronte branco

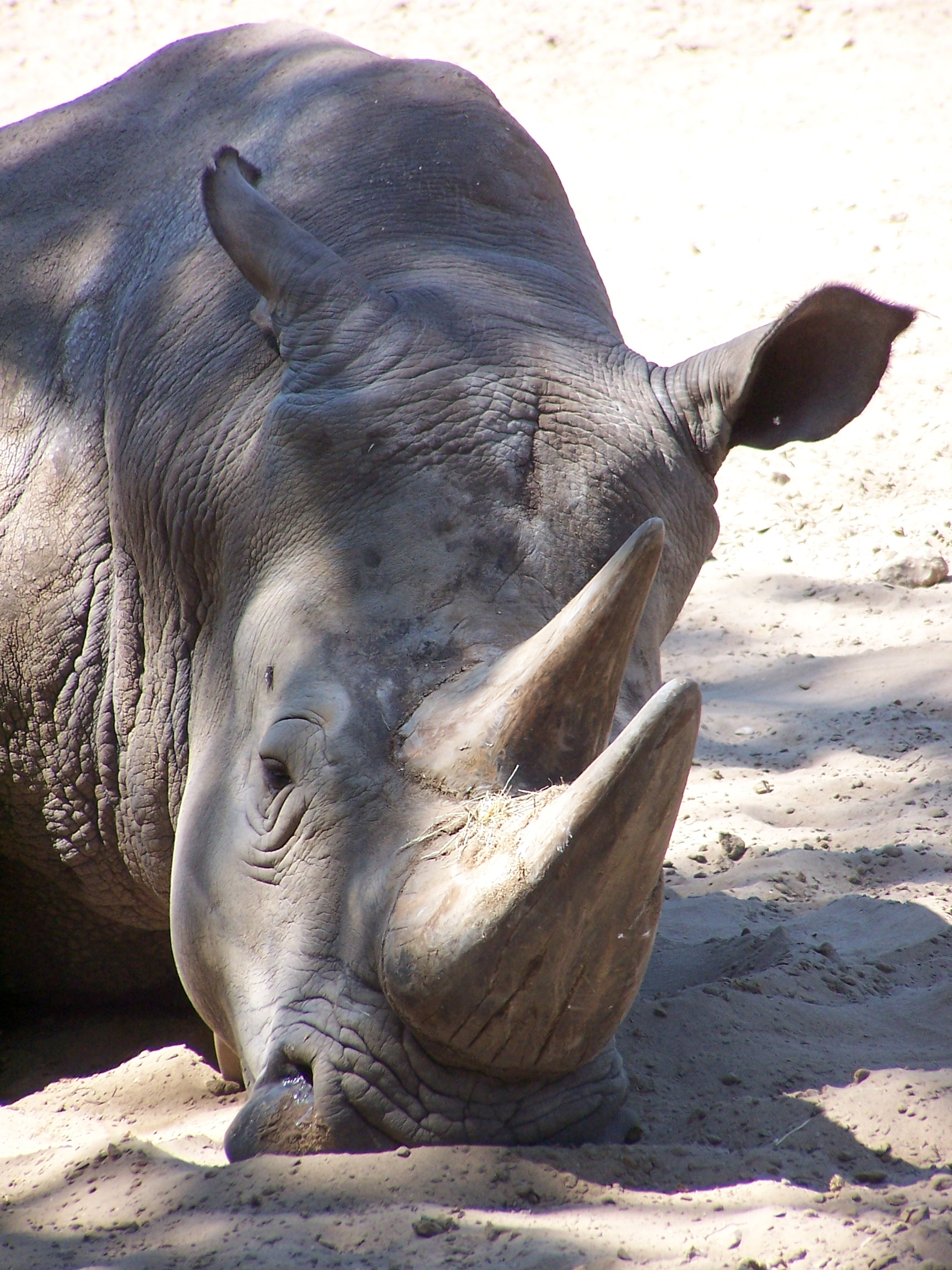
Rinoceronte branco.

Em junho de 2006, o zoológico de Palmyre que possuía dois rinocerontes brancos (Whi e Noëlle), integrou-se a campanha de conservação de rinocerontes organizada pela Associação européia de zoológicos e aquários (Association European of the zoos and aquariums - EAZA), destinada a coletar 350.000 euros para financiar um mínimo de 13 programas na África e na Ásia. Na sequência da campanha durante a temporada de 2006, o zoológico arrecadou 7.600 euros atribuídos a um programa conservação do rinoceronte-de-java e do rinoceronte-da-sumatra na Indonésia.
Estes animais muito numerosos a décadas atrás, estão ameaçados de extinção, não somente pela destruição do seu habitat natural, mas especialmente pela caça furtiva de seus chifres, embora constituídos de uma camada simples de queratina, como as unhas e cabelos, são muito cobiçados pela medicina tradicional chinesa ou para produzir cabos de adagas Yemen. A população mundial que no começo do século XIX era de mais de 2 milhões, hoje conta com aproximadamente 18.000 de todas as espécies.
Restam cerca de cinco espécies de rinoceronte no mundo:
- Duas na África: o Rinoceronte negro, que conta com 3.725 indivíduos listados está à beira da extinção e que uma das quatro subespécies - o rinoceronte-negro do oeste da África (Diceros bicornis longipes) - acabou morrendo em setembro de 2006. O rinoceronte branco, que quase desapareceu a um século atrás (restando cerca de cinquenta indivíduos ), são os únicos que se encontram atualmente com um número razoável de indivíduos (14.540). Uma dessas subespécies é representada porém somente por quatro indivíduos vivendo em seu último refúgio no Parque nacional de Garamba, na Republica Democrática do Congo
- Três na Ásia: Rinoceronte-de-sumatra e Rinoceronte-de-java, que estão à beira da extinção com menos de 400 indivíduos listados ao todo, bem como o Rinoceronte indiano, que foi salvo da extinção no começo do século XX, cuja situação melhorou levemente desde então.

O zoológico, além disso, faz parte de programas de pesquisa empreendidas por médicos veterinários, escolas e institutos de investigação sobre a reprodução dos rinocerontes brancos.

## O Zoológico de Palmyre em números

### Aspectos financeiros
Importante fator econômico para a região de Poitou-Charentes, representando 5,5 por cento do PIB regional graças ao turismo, com 750.000 visitantes (10 por cento de escolas) e 9 milhões de euros em vendas, junto com o Futuroscópio de Poitiers (1.200.000 visitantes) e o aquário de La Rochelle (850.000 visitantes) 50 por cento dos visitantes anuais e metade dos rendimentos em lazer da região.

### O zoológico
- 14 hectares construídos;
- 130 espécies;
- 1600 animais;
- 750.000 visitantes anuais;
- 16.000 euros necessários por dia para a operação do parque;
- 55 funcionários fixos e 110 na temporada;
- 9 milhões de arrecadação em vendas.

### Alimentação consumida por animal
Os 1600 animais de Palmyre demandam uma grande quantidade de alimento a ser consumida. Por exemplo, por ano o consumo de alimento é:
- 250 toneladas de forragem e 70 toneladas de palha consumidas pelos herbívoros, girafas, elefantes, antílopes, zebras, rinocerontes, etc.
- 180 toneladas de frutas frescas e legumes para os gorilas, orangotangos, Callithrix, Lémur-de-cauda-anelada, lêmures, cangurus, morcegos, etc.
- 50 toneladas de carne para os carnívoros, leões, tigres, onças-pintadas, linces, ursos polares, etc.
- 30 toneladas de alimentos compostos para flamingos, macacos, pandas, etc.
- 20 toneladas de peixes para pinguins, ursos polares, pelicanos, lontras, etc.
- 10 toneladas de sementes para  bicos-de-corno, Araras, Rosela-do-leste, turacos, Pombo-de-Nicobar, etc.

## Atividades extras

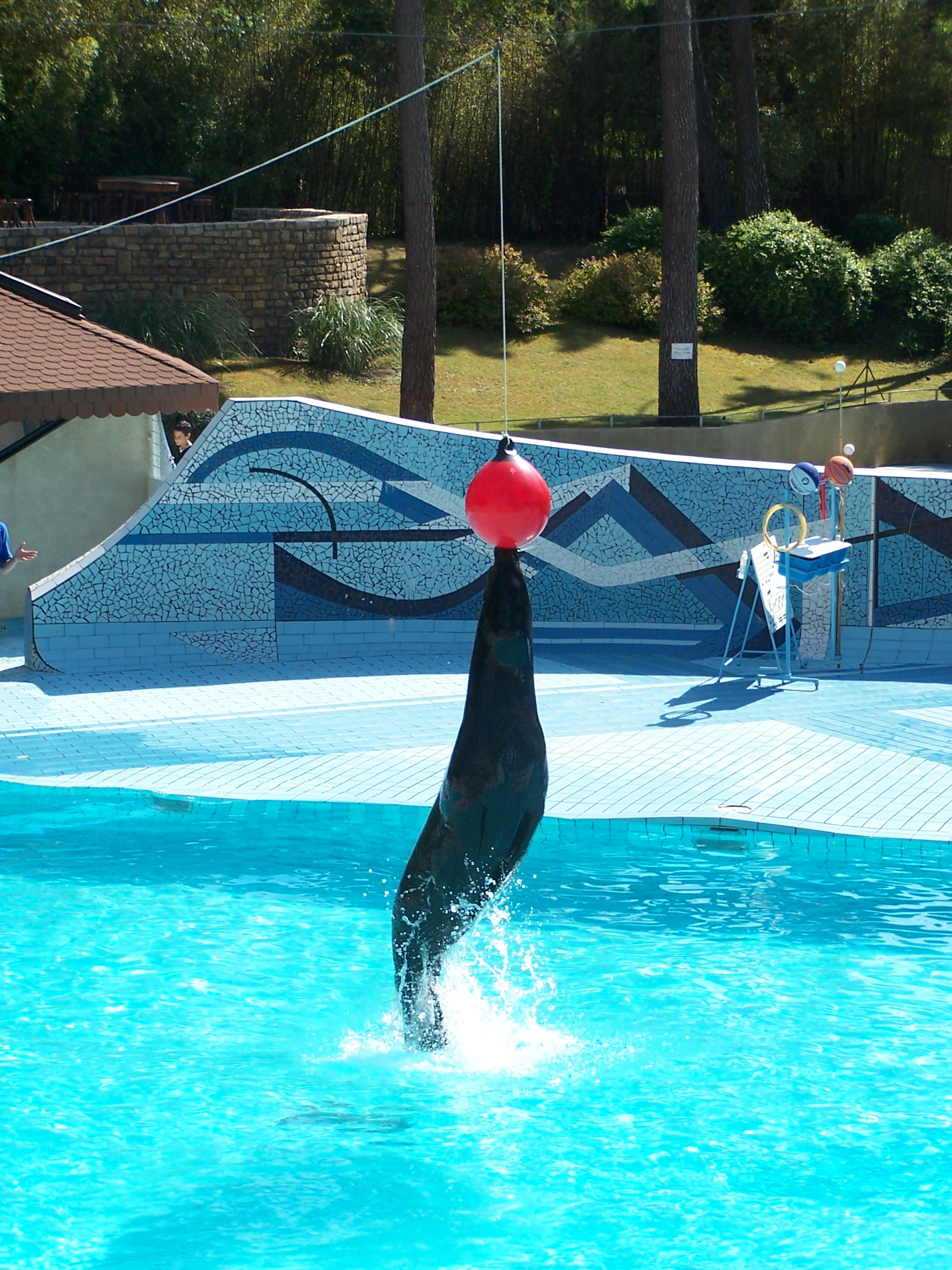
Apresentação de leões-marinhos da Califórnia.

O zoológico está aberto todo o ano, das 9 horas até 7 horas a partir de 1 de abril até 30 de setembro, e das 9 horas até as 18 horas no restante do ano. A duração média da visita é de aproximadamente quatro horas.
O parque está totalmente acessível aos deficientes, com estacionamento gratuito, e locais para relaxar e comer dentro do parque.

### Atrações

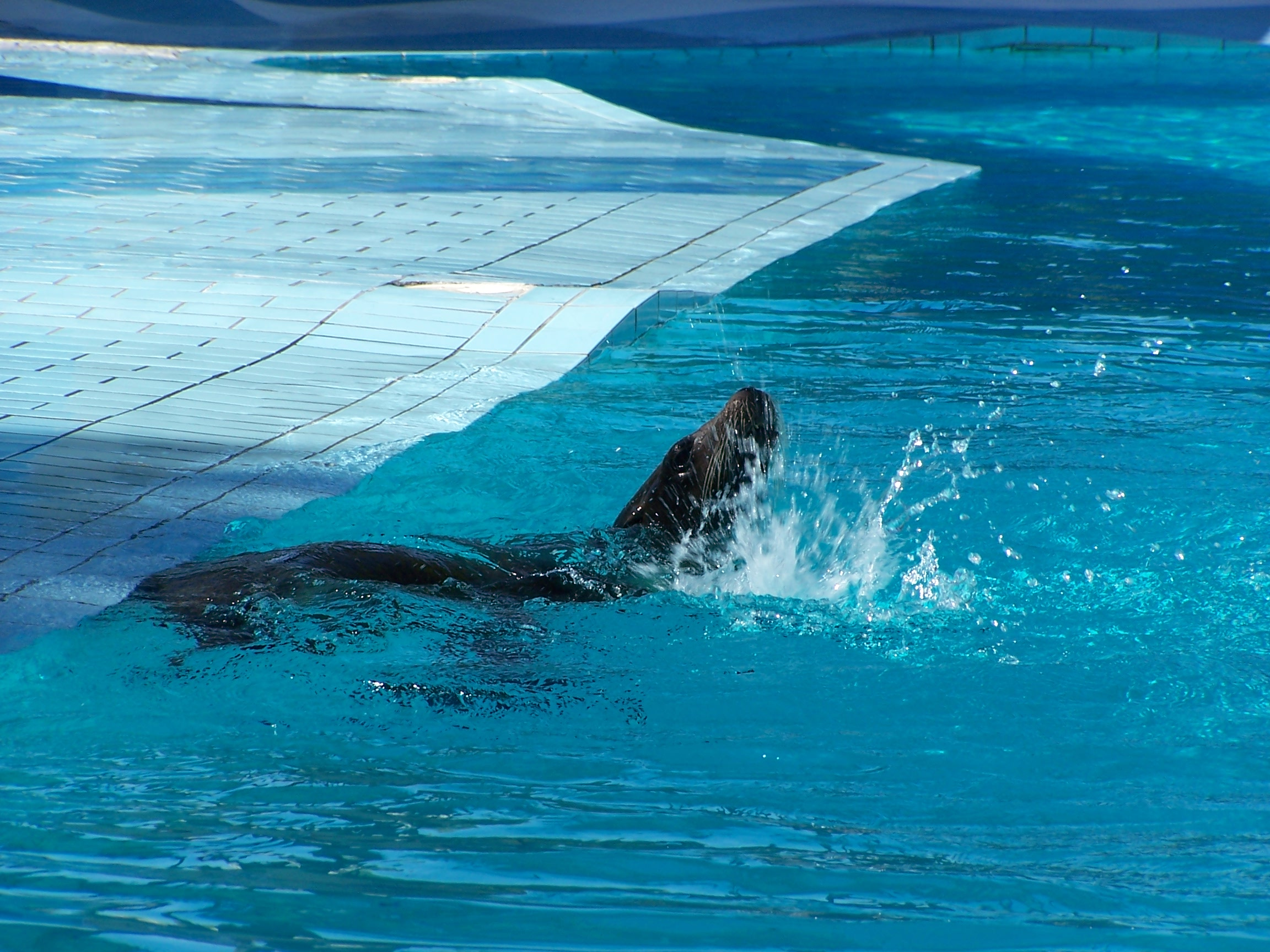
Leão-marinho.

Além da apresentação de muitos animais em um ambiente mais próximo possível ao seu habitat natural, o zoológico oferece a partir de abril até o fim de outubro mostra de leões marinhos da Califórnia, bem como mostra de papagaios e cacatuas.

### A equipe do zoológico
- Presidente e diretor: Patrick Caillé
- Veterinário: Thierry Petit
- Decorador: Nadu Marsaudon
- Arquiteto: Jean Michel Paulet

## Galeria

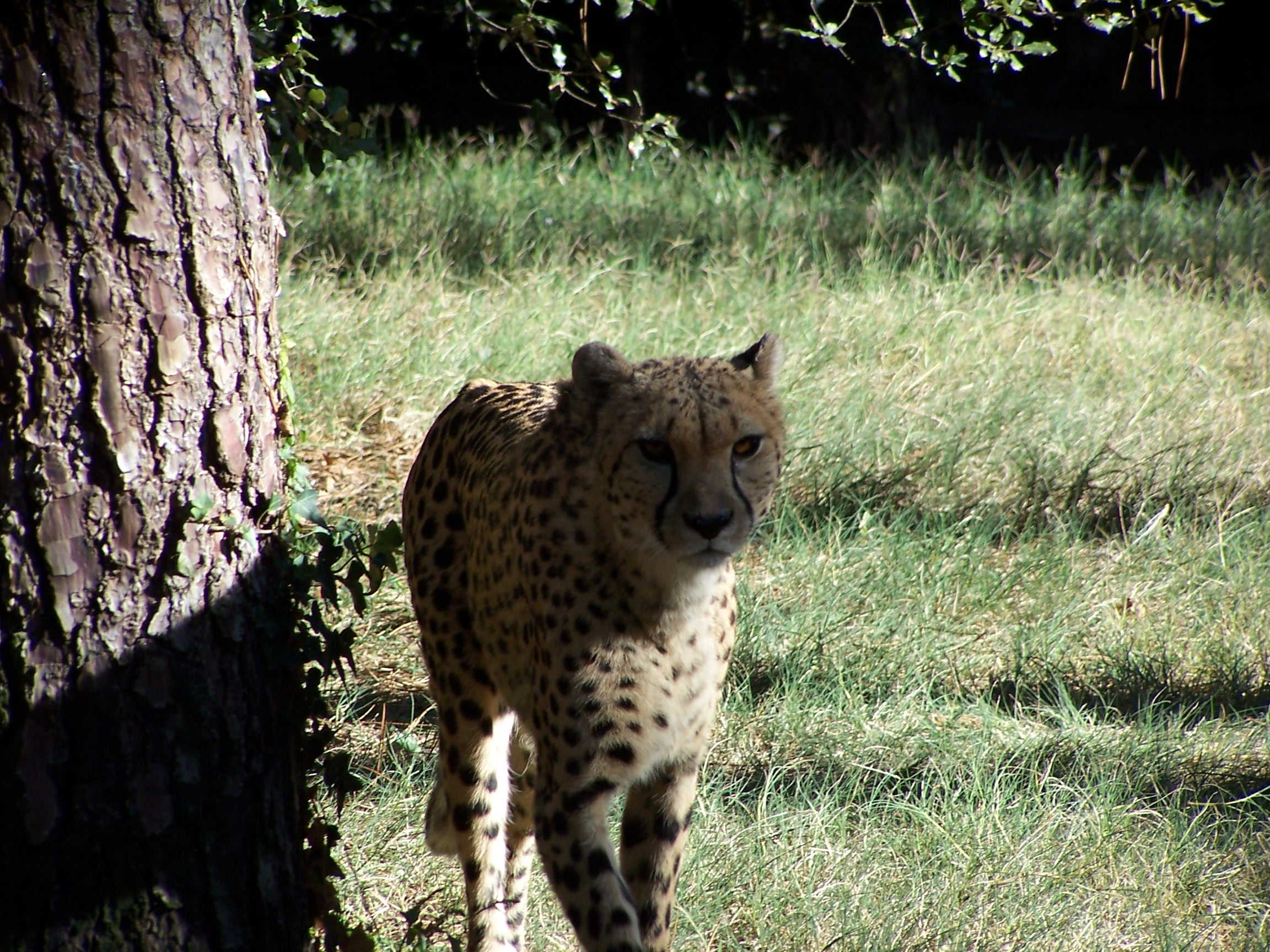
Guepardo
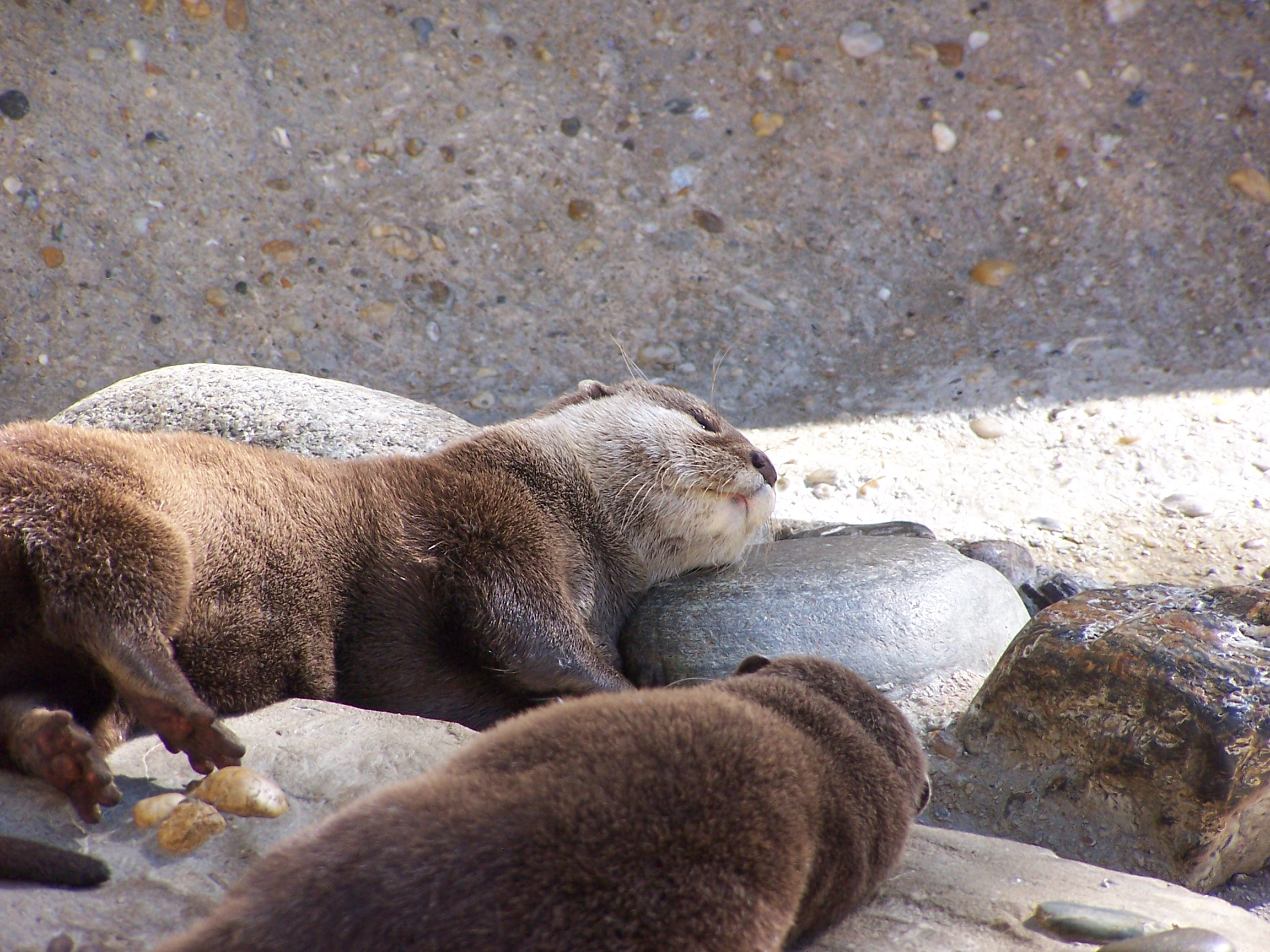
Lontras-indianas descansando
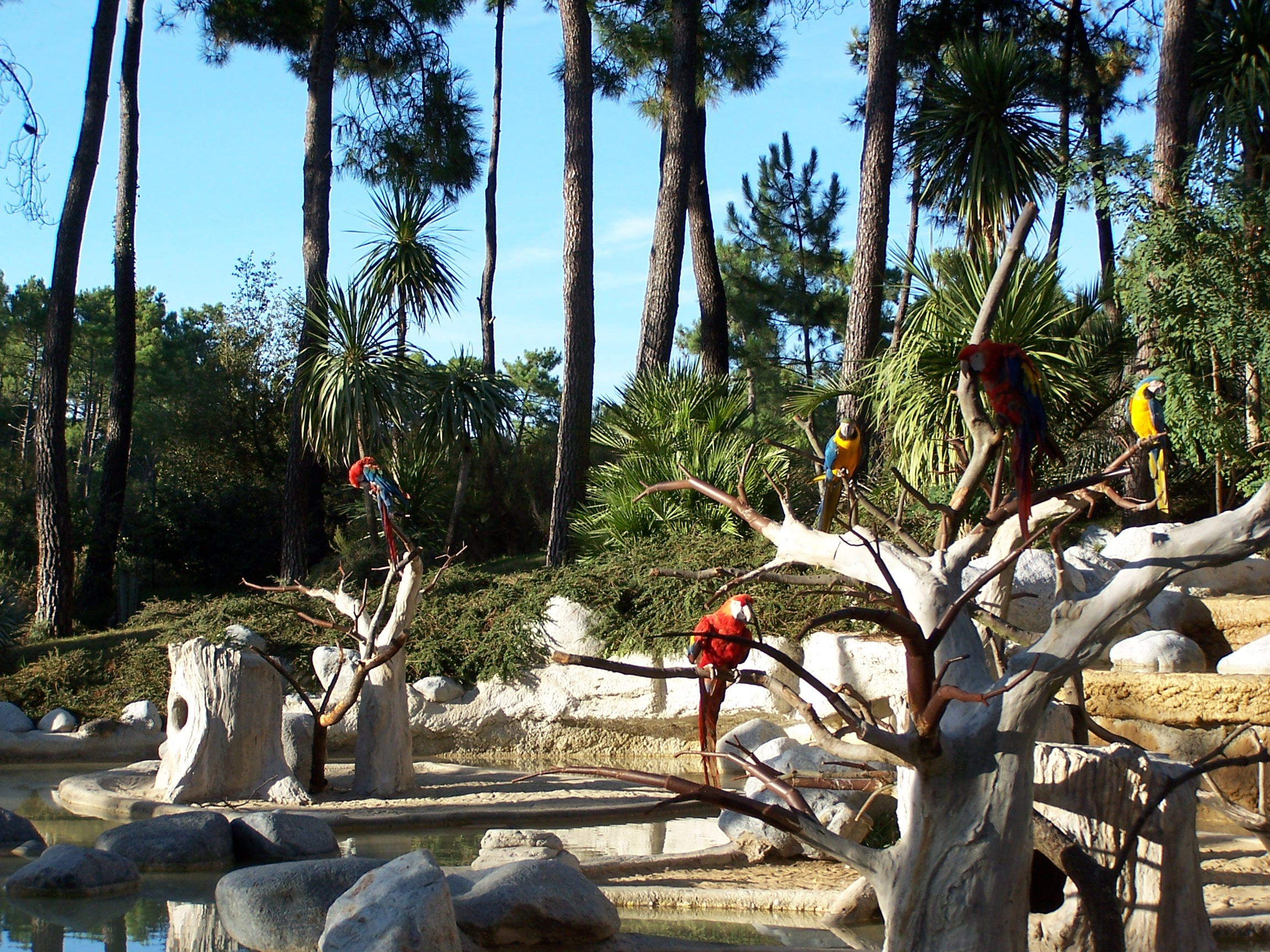
Araras
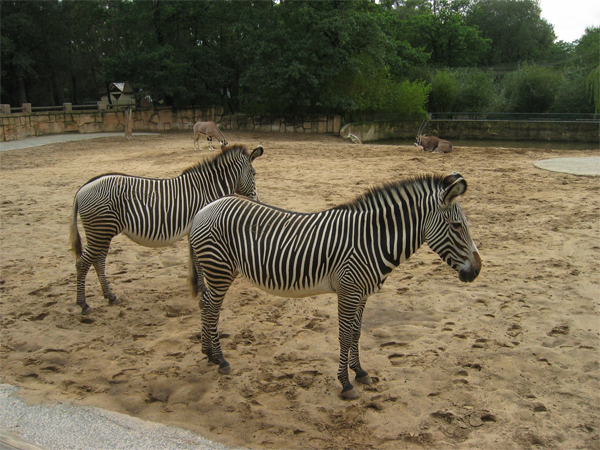
Zebras